# Sivar Arnér
Ernst Nils Sivar Erik Arnér, född 13 mars 1909 i Arby församling i Kalmar län, död 13 januari 1997 i Stockholm, var en svensk författare och dramatiker.

## Biografi
Arnér var äldre bror till Gotthard och Ivar Arnér. Deras far var köpman. Arnér studerade vid Lunds universitet och erhöll filosofisk ämbetsexamen 1932 och arbetade därefter som läroverkslärare fram till 1947. Han sågs som en av 1940-talets ledande svenska prosaister, som mest skrev om samvets- och viljekonflikter. 
Han var sedan 1960 gift med den ungerskfödda konstnären och författarinnan Lenke Rothman. Arnér är begravd på Voxtorps kyrkogård.

## Författarskap
Arnérs förhållande till existentialismen är omstritt. Hans böcker berör en likartad tematik – främlingskapet inför världen, de absurda handlingarna, den starka livsviljan och uppfattningen att världen är ett kaos. Huvudpersonerna hanterar sin olyckliga livssituation med hjälp av någon illusion. Några inser dock att de ägnat sig åt verklighetsflykt, och insikten gör dem fria och ger dem mod att acceptera verkligheten som den är. 1955 blev Arnér tilldelad De Nios stora pris.
Arnérs stil var ordknapp och expressiv och han förenar i sina böcker en psykologisk realism med en mystisk livsvision. Samvetets och viljans konflikter skildras, först kring temat makt och rätt, senare ofta i äktenskapsskildringar. På 1950-talet engagerade han sig i den så kallade tredje ståndpunkten och kom att omfatta pacifismen. Han uppgav sig hata USA. Han har kritiserats av Folke Isaksson för att han avfärdade protesterna mot Sovjetunionens invasion av Afghanistan som ”moralschabloner som ryssätaren i all kvickhet plockar fram”.

### Samlade upplagor och urval
- Mörkt och ljust : tio berättelser / förord av Carl-Eric Nordberg. Delfinböckerna ; 64. Stockholm: Aldus/Bonnier. 1962. Libris 1285390

## Priser och utmärkelser
- 1945 – Svenska Dagbladets litteraturpris
- 1954 – Boklotteriets stipendiat
- 1955 – De Nios Stora Pris
- 1961 – Tidningen Vi:s litteraturpris
- 1962 – Boklotteriets stipendiat
- 1963 – Litteraturfrämjandets stora romanpris
- 1968 – Litteraturfrämjandets stora pris
- 1971 – Doblougska priset
- 1980 – Signe Ekblad-Eldhs pris
- 1992 – Beskowska resestipendiet